# Vlčí doupě

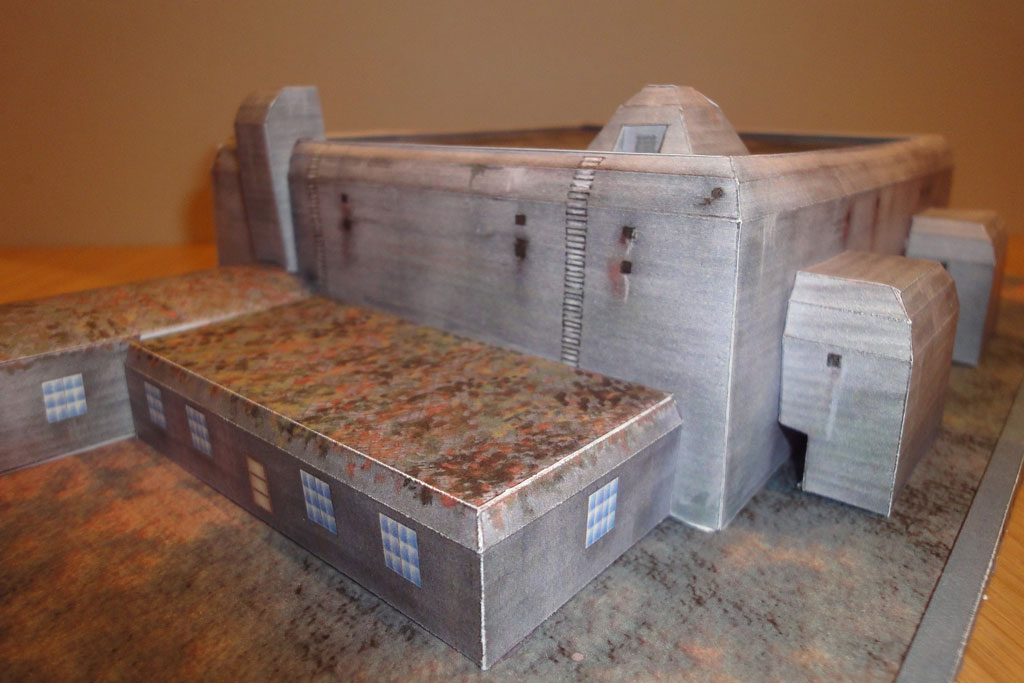
Model Vlčího doupěte

Vlčí doupě (německy Wolfsschanze, polsky Wilczy szaniec) je kódové označení pro Vůdcův hlavní stan (německy Führerhauptquartier), který se nacházel u města Kętrzyn (německy Rastenburg) ve Východním Prusku (na území dnešního Polska).
Wolfsschanze se někdy překládá také jako „Vlčí hradba“. Sám Adolf Hitler zde strávil přes 800 dní, a to od června 1941 (operace Barbarossa, zahájení útoku na Sovětský svaz) do listopadu 1944, kdy z důvodu postupu Rudé armády odjel do Berlína. Poté dal bunkr zničit. Byl zde na něj také podniknut neúspěšný atentát, známý též pod krycím názvem „operace Valkýra“.
V místě je dnes veřejnosti přístupné muzeum.